# Matayba floribunda
Matayba floribunda är en kinesträdsväxtart som beskrevs av Ludwig Radlkofer. Matayba floribunda ingår i släktet Matayba och familjen kinesträdsväxter. Inga underarter finns listade i Catalogue of Life.